# Rozogi (powiat Szczycieński)
Rozogi (Duits: Friedrichshof) is een dorp in het Poolse woiwodschap Ermland-Mazurië, in het district Szczycieński. De plaats maakt deel uit van de gemeente Rozogi en telt 1418 inwoners.